# Nunturi
Nunturi ist ein osttimoresischer Ort im Suco Darulete (Verwaltungsamt Liquiçá, Gemeinde Liquiçá). Das Dorf liegt im Nordosten der Aldeia Carulema in einer Meereshöhe von 1006 m. Westlich befinden sich das Dorf Carulema. Südlich liegen die Dörfer Cabalema, Lebuhei, Quirilelo und Caileli.